# Premio Barry per il miglior romanzo poliziesco britannico
Il premio Barry per il miglior romanzo poliziesco britannico (in inglese Best British Crime Novel), è una delle sei categorie in cui viene assegnato regolarmente, durante il premio letterario statunitense Barry Award dal 2000 in omaggio al lavoro dell'anno prima di un autore del genere mistero nel Regno Unito. Il maggior successo in questa categoria sono stati dello scozzese Val McDermid (2000 e 2004) e dell'inglese Stephen Booth (2001 e 2002), che hanno vinto il premio due volte.
È stato assegnato dal 2000 al 2012.

## Albo d'oro

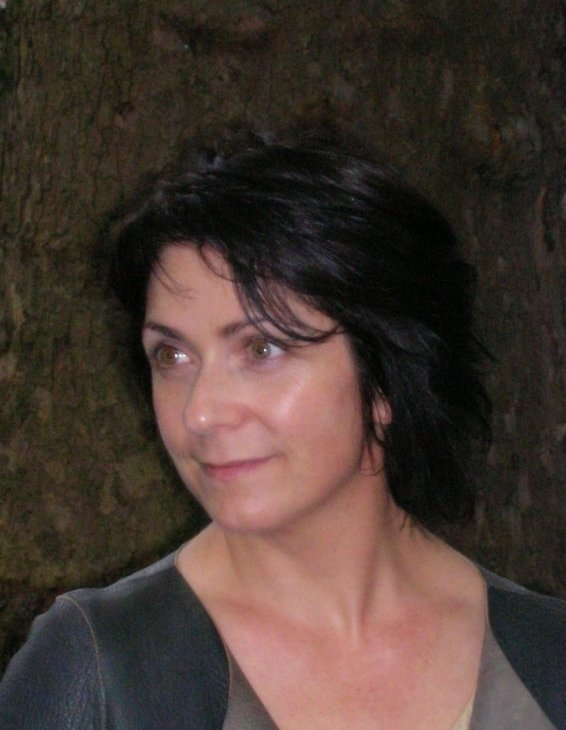
Denise Mina, Premio Barry per il miglior romanzo poliziesco britannico nel 2006

| Anno | Vincitore     | Titolo originale                | Titolo italiano            |
| ---- | ------------- | ------------------------------- | -------------------------- |
| 2000 | Val McDermid  | A Place of Execution            | L'esecuzione               |
| 2001 | Stephen Booth | Black Dog                       | Il male oscuro             |
| 2002 | Stephen Booth | Dancing with the Virgins        | Nove vergini di pietra     |
| 2003 | John Connolly | The White Road                  | Palude                     |
| 2004 | Val McDermid  | The Distant Echo                | Sospetto                   |
| 2005 | John Harvey   | Flesh and Blood                 | Sangue del mio sangue      |
| 2006 | Denise Mina   | The Field of Blood              |                            |
| 2007 | Ken Bruen     | Priest                          | Il prete                   |
| 2008 | Edward Wright | Damnation Falls                 |                            |
| 2009 | Stieg Larsson | The Girl With the Dragon Tattoo | Uomini che odiano le donne |
| 2010 | Philip Kerr   | If the Dead Rise not            | Se i morti non risorgono   |
| 2011 | Reginald Hill | The Woodcutter                  |                            |
| 2012 | Peter James   | Dead Man's Grip                 |                            |